# Juli 2001
Dit artikel geeft een chronologisch overzicht van alle belangrijke gebeurtenissen per dag in de maand juli van het jaar 2001.

## Gebeurtenissen

### 1 juli
- België wordt voor zes maanden voorzitter van de Europese Unie.
- David Trimble treedt af als premier van Noord-Ierland als protest tegen de weigering van de IRA om zijn wapens in te leveren.
- In de Belgische badplaats Bredene wordt het eerste naturisten- en nudistenstrand van België geopend.
- De Waalse wielrenner Ludovic Capelle wordt in Halle Belgisch kampioen wielrennen op de weg.

### 3 juli
- De Verenigde Vergadering van de Staten-Generaal van het Koninkrijk der Nederlanden verleent toestemming voor het huwelijk van de Prins van Oranje met Máxima Zorreguieta.

### 7 juli
- Gastland Duitsland prolongeert de Europese titel bij het EK voetbal voor vrouwen door in de finale met 1-0 te winnen van Zweden.

### 11 juli
- Herman Brood pleegt zelfmoord door van het dak te springen van het Hilton hotel in Amsterdam.

### 14 juli
- Belgische atlete Veerle Dejaeghere verbetert in Heusden-Zolder het Belgische record op de 2000 m tot 5.42,15.

### 16 juli
- Jacques Rogge wordt voorzitter van het IOC.

### 17 juli
- Italië wordt gewaarschuwd door 50 aardschokken, dat de vulkaan Etna op springen staat. Uiteindelijk komt het tot een uitbarsting. Dit is de grootste uitbarsting in de laatste 100 jaar.

### 20 juli
- De G8-top in de Italiaanse havenstad Genua wordt overschaduwd door zware rellen met andersglobalisten. Er valt één dode.
- Het televisieprogramma Opgelicht onthult dat het Tweede Kamer-lid Tara Singh Varma (GroenLinks) heeft gelogen over haar ongeneeslijke ziekte.

### 21 juli
- De Prijs voor de Democratie wordt toegekend aan Walter Zinzen.

### 22 juli
- Start van de 19e Deaflympische zomerspelen in Rome.

### 25 juli
- Zwemmer Ian Thorpe uit Australië scherpt bij de wereldkampioenschappen in Fukuoka zijn eigen wereldrecord op de 200 meter vrije slag aan tot 1.44,06.

### 28 juli
- De econoom Alejandro Toledo wordt president van Peru.
- Per vliegtuig komt de voormalige Servische president Slobodan Milosevic naar Nederland. Milosevic was sinds 27 mei 1999 door het Joegoslavië-tribunaal in Den Haag aangeklaagd wegens oorlogsmisdaden en misdaden tegen de menselijkheid.

### 29 juli
- Zwemmer Grant Hackett scherpt in Fukuoka het wereldrecord op de 1500 meter vrije slag aan tot 14.34,56. Het oude record (14.41,66) stond sinds 24 augustus 1994 met op naam van zijn Australische landgenoot Kieren Perkins.
- Lance Armstrong prolongeert zijn titel in de 88ste editie van de Ronde van Frankrijk. Het is de derde eindoverwinning op rij voor de Amerikaanse wielrenner.
- Bij de 21ste editie van de wereldkampioenschappen judo, die worden gehouden in München, eindigt Nederland als dertiende in het medailleklassement, dankzij één zilveren (Deborah Gravenstijn) en één bronzen medaille (Dennis van der Geest).

## Overleden
<< · januari · februari · maart · april · mei · juni · juli · augustus · september · oktober · november · december · >>